# Kardväddsknölfly

Kardväddsknölfly, Heliothis viriplaca är en fjärilsart som först beskrevs av Johann Siegfried Hufnagel 1766.  Enligt Dyntaxa ingår kardväddsknölfly i släktet Heliothis, men enligt Catalogue of Life är tillhörigheten istället släktet Aspila. Enligt båda källorna tillhör arten familjen nattflyn, Noctuidae. Enligt den finländska rödlistan är arten nära hotad, NT, i Finland. Enligt den svenska rödlistan är arten sårbar, VU, i Sverige. I Sverige har arten reproducerande populationer främst i östra Skåne samt tillfälligtvis även i övriga Skåne och på Öland och Gotland. Fjärilen är också migrant och uppträder förutom i nämnda reproduktionsområden även med regelbundet med fynd i Blekinge, Småland och Halland. Enstaka fynd har även gjorts i Uppland, Värmland och Hälsingland. Artens livsmiljö är öppna torra gräsmarker och strandängar eller ruderatmarker med blottad mark. Två underarter finns listade i Catalogue of Life, Aspila viriplaca angarensis Draudt, 1938 och Aspila viriplaca oenotryx Boursin, 1963.

## Bildgalleri

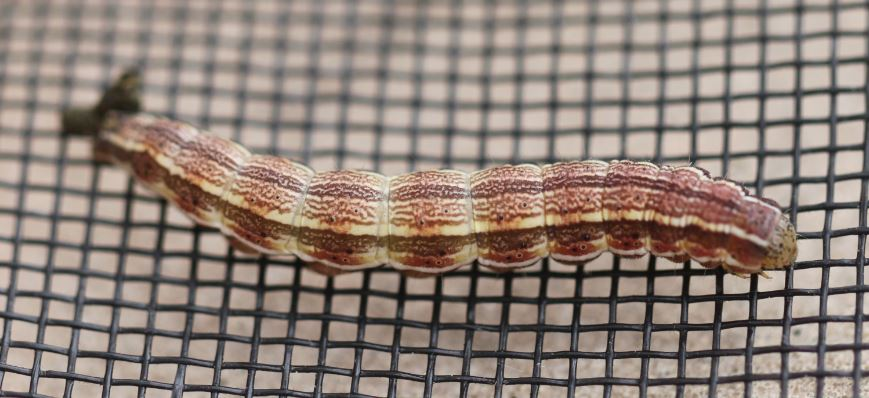
Fjärilens larv
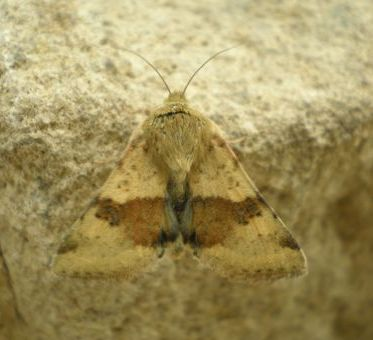
Imago fjäril
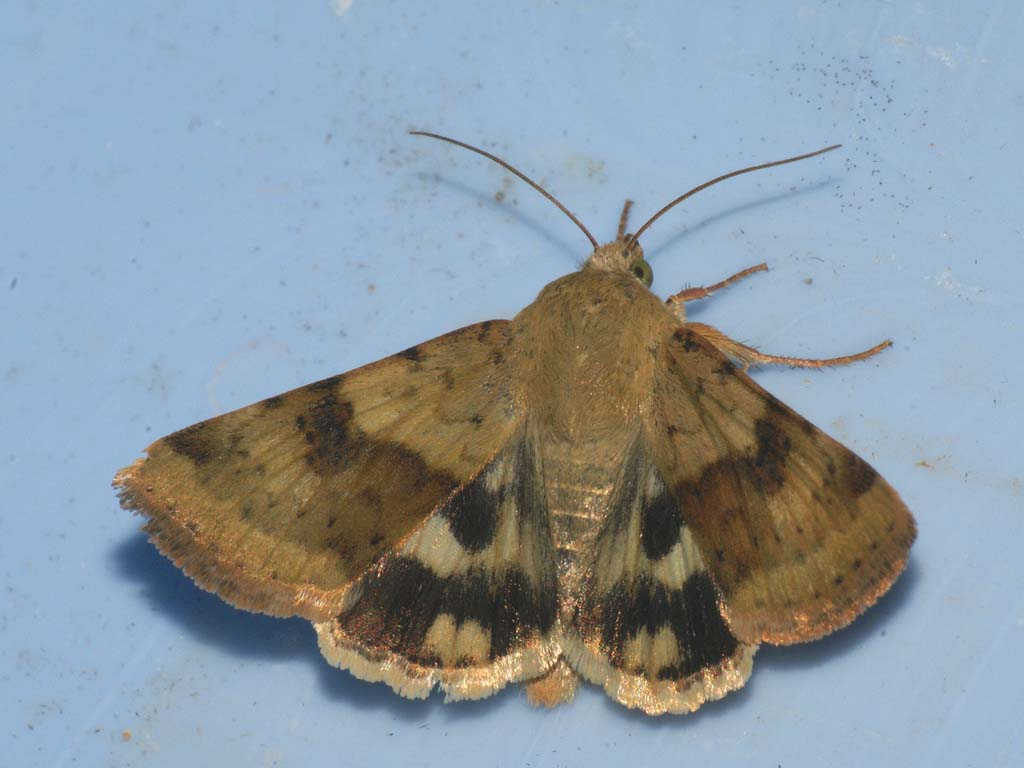
Imago fjäril
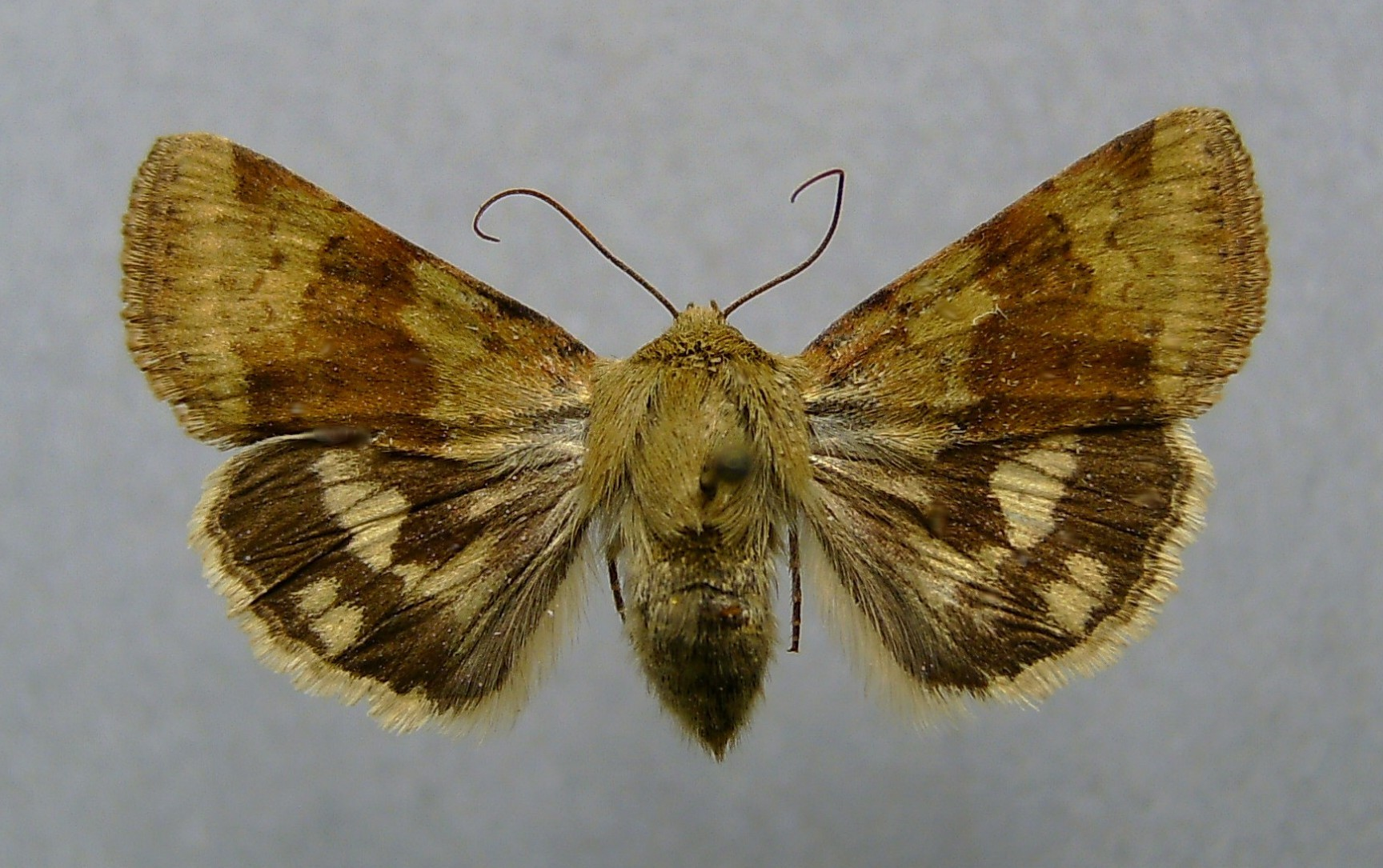
Preparerad (uppnålad) imago fjäril
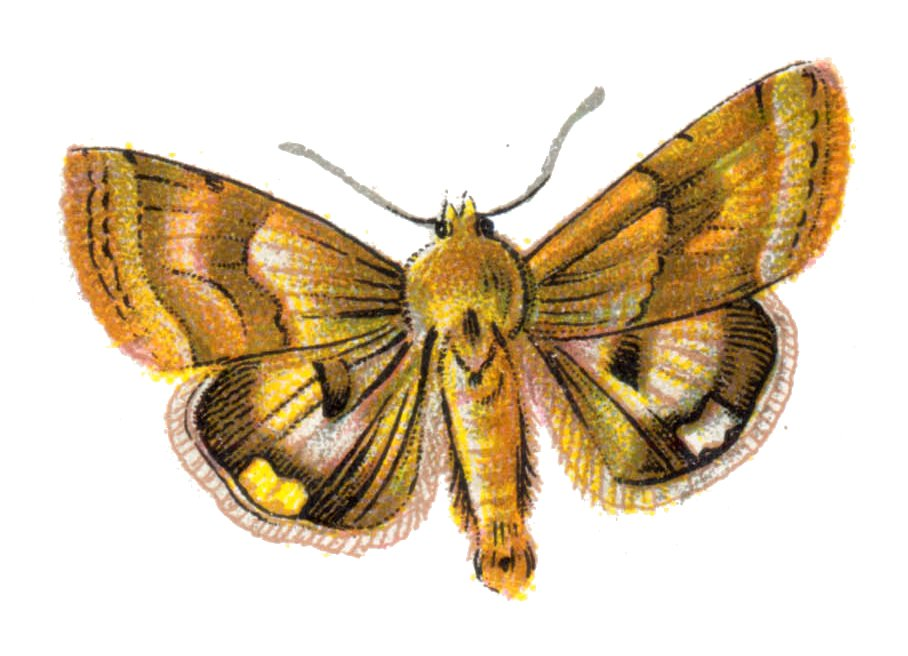
Illustration av Preparerad (uppnålad) imago fjäril